# Colisão aérea de 1945 no Empire State Building
A Colisão de um B-25 contra o Empire State Building foi um acidente aéreo ocorrido no dia 28 de julho de 1945. Nessa data, um B-25 Mitchell da Força Aérea do Exército dos Estados Unidos (USAAF), voando baixo sobre a cidade de Nova Iorque, atingiu o edifício Empire State Building entre o 78º e o 80º andar. No choque, morreram os três ocupantes da aeronave e mais onze pessoas que trabalhavam no prédio.

## Aeronave
Derivado do North American XB-21, o B-25 realizou seu primeiro voo em 19 de agosto de 1940. A aeronave recebeu a designação oficial B-25 Mitchell, em homenagem a Billy Mitchell, general do exército americano, responsável por criar o corpo aéreo do exército que daria origem a atual força aérea dos Estados Unidos (USAF). Desde sua entrada em serviço, em 1941, foram construídas 9 984 aeronaves que voariam pelas forças aéreas dos Estados Unidos, Grã Bretanha, dentre outros países. A última aeronave seria aposentada em 1979 pela Força Aérea da Indonésia. A aeronave acidentada teria sido fabricada em 1941 e recebeu o número de construção 87-8742 e o registro 41-30577 da Força Aérea do Exército dos Estados Unidos (USAAF).

## Acidente
O B-25 Mitchell, registro 41-30577 Old John Feather Merchant decolou da Bedford Army Air Field, Bedford, por volta das 8h55min. A aeronave era pilotada pelo tenente coronel William Franklin Smith, Jr. e realizava um rotineiro voo de transporte militar entre Bedford e Nova Iorque, onde deveria pousar no aeroporto de Newark. Durante a aproximação da área de Nova Iorque, o B-25 encontrou denso nevoeiro, diminuindo a visibilidade, e tornando difícil a localização do aeroporto. Para facilitar a tarefa de pouso, Smith tentou voar abaixo do teto do nevoeiro, porém, acabaria voando baixo demais sobre a área urbana de Nova Iorque, correndo o risco de colidir com os prédios. 
Assim, de fato, o B-25 colidiu com a face norte do Empire State Building às 9h40min, entre o 78º e o 80º andar, abrindo um buraco na parede, com cerca de cinco metros de largura por seis metros de altura. Com o impacto, os tanques de combustível da aeronave romperam-se, o que causou um grande incêndio, matando, além do piloto, o co-piloto Sargento Christopher Domitrovich, o aviador da Marinha, Albert Perna - que havia pego uma carona na aeronave, e cujo corpo só foi encontrado dois dias depois, no fundo do poço de um dos elevadores - e mais onze pessoas que trabalhavam no 78º andar, nos escritórios da National Catholic Welfare Council, dentre elas, seis mulheres que morreram queimadas sem que pudessem esboçar qualquer reação, bem como de um homem que trabalhava no mesmo andar e, frente ao horror por presenciar tal cena, acabaria por lançar-se pela janela.
As asas da aeronave foram arrancadas da fuselagem e atingiriam imóveis vizinhos, e um de seus motores atravessou sete paredes e caiu sobre o ateliê do escultor Henry Hering, causando um incêndio e prejuízos de US$ 137 mil, além da destruição do local. O outro motor foi encontrado dentro de um poço de elevador do edifício duas semanas após o acidente. 
Após 40 minutos de combate ao incêndio, os bombeiros de Nova Iorque conseguiriam debelar as chamas e resgatariam a ascensorista Betty Lou Oliver. Após sofrer graves queimaduras, Betty seria resgatada por empregados de uma empresa sediada no 75º andar, os quais resolveram utilizar-se de um elevador para acelerar o resgate. No entanto, com o acidente, os cabos dos elevadores haviam sido severamente danificados, e, após embarcarem no mesmo, os cabos se partiram, fazendo o elevador despencar 75 andares até que os freios de emergência atuaram impedindo a morte dos seus ocupantes. Após ser resgatada do elevador acidentado pelos bombeiros, Betty ficaria quatro meses internada no hospital Bellevue e posteriormente entraria no The Guinness Book of Records, como sobrevivente da mais longa queda de elevador.

## Consequências
O acidente causou um  prejuízo de US$ 500 mil na época, todavia, o prédio voltou a funcionar dois dias depois.
Com base nos prejuízos, o exército dos Estados Unidos pagaria apenas parte do mesmo, gerando ações na justiça que culminariam na criação do Federal Tort Claims Act, que permitiu aos cidadãos processarem o governo do Estados Unidos.
Alguns meses depois, em 20 de maio de 1946, um C-45 Beechcraft da Força Aérea do Exército dos Estados Unidos (USAAF) atingiria o 58º andar do The Trump Building. O acidente causaria a morte dos cinco ocupantes da aeronave e obrigaria a administração do Empire State e dos demais prédios de Manhattan, a instalar um sistema anticolisão composto por um radiofarol e luzes de balizamento sobre a torre de observação do edifício.